# عليبك (أديامان)
عليبك (بالتركية: Alibey)‏ هي قرية تتبع إداريّاً لمديرية أديامان في محافظة أديامان التركية الواقعة في جنوب شرق الأناضول. وبلغ عدد سكانها 101 نسمة في عام 2021.